# 109E機関車
シュコダ109E機関車（チェコ語: Škoda 109E）はシュコダ・トランスポーテーションによって製造される多重システム電気機関車である。チェコ国外の車両はスロバキア鉄道381形機関車およびドイツ鉄道102形機関車として製造された。

## 沿革と開発経緯
1990年代後半、チェコ鉄道は、国境を越える高速および二重電流システムの国内交通用の、旅客運送にも貨物運送にも使用できる、371/372形二重システム電気機関車の後継モデル開発を計画した。2003年には、プルゼニのシュコダ・トランスポーテーションに20機の機関車が注文された。371/372形機関車はドイツ方面の輸送専用として設計されており、チェコ北部の直流電圧3000ボルトの電力網のみで走行できるので、新しい機関車はチェコ南部の電圧25000ヴォルト、周波数50ヘルツの交流システムを使用してオーストリア方面に走行する必要があった。新しい多重システム機関車は、高速走行のために改修された区間を考慮に入れて、機関車を置き換えずに、ユーロシティのヴィンドボナ列車を運用するよう、少なくとも200 km/hの速度で走行する必要があった。2014年2月当時に、109E機関車はチェコ、スロバキア、ハンガリー、オーストリア、ポーランドで、すでに承認された。 2013年4月に109E機関車は相互運用性の技術仕様の部門で高速走行認証を獲得した。
シュコダは2008年7月24日に、工場の記者会見で最初の機関車、後の380形002号機を公開した。その機関車は同年9月にベルリンで開催されたイノトランスで公式に発表された。
ボンバルディア・トランスポーテーションは多重システム機関車の生産施設の引き受けあるいはライセンス製造を考慮したので、機関車開発はその過程で遅延されていた。また、衝突時鉄道車両に起きる物理的な反応を規定した、欧州連合のEN 15227規格が導入されて、その規格に従って機関車構体を再設計する必要があった。ポルシェデザインがさまざまな中間設計を実行した後に、最終的な設計図は2008年イノトランス展覧会で最初に公開された。ヴェリム鉄道試験線上の試運転および次の試験は約四年間続いた。2013年12月15日の時刻表変更の際に、380形機関車は、プラハ - ウィーン区間で最初に運行された。
2010年6月に、380形007号機の投入は最初の定期的な貨物輸送部門で始まった。国内旅客輸送におけるこのシリーズの使用は2010年9月に計画され、同年12月に実施された。

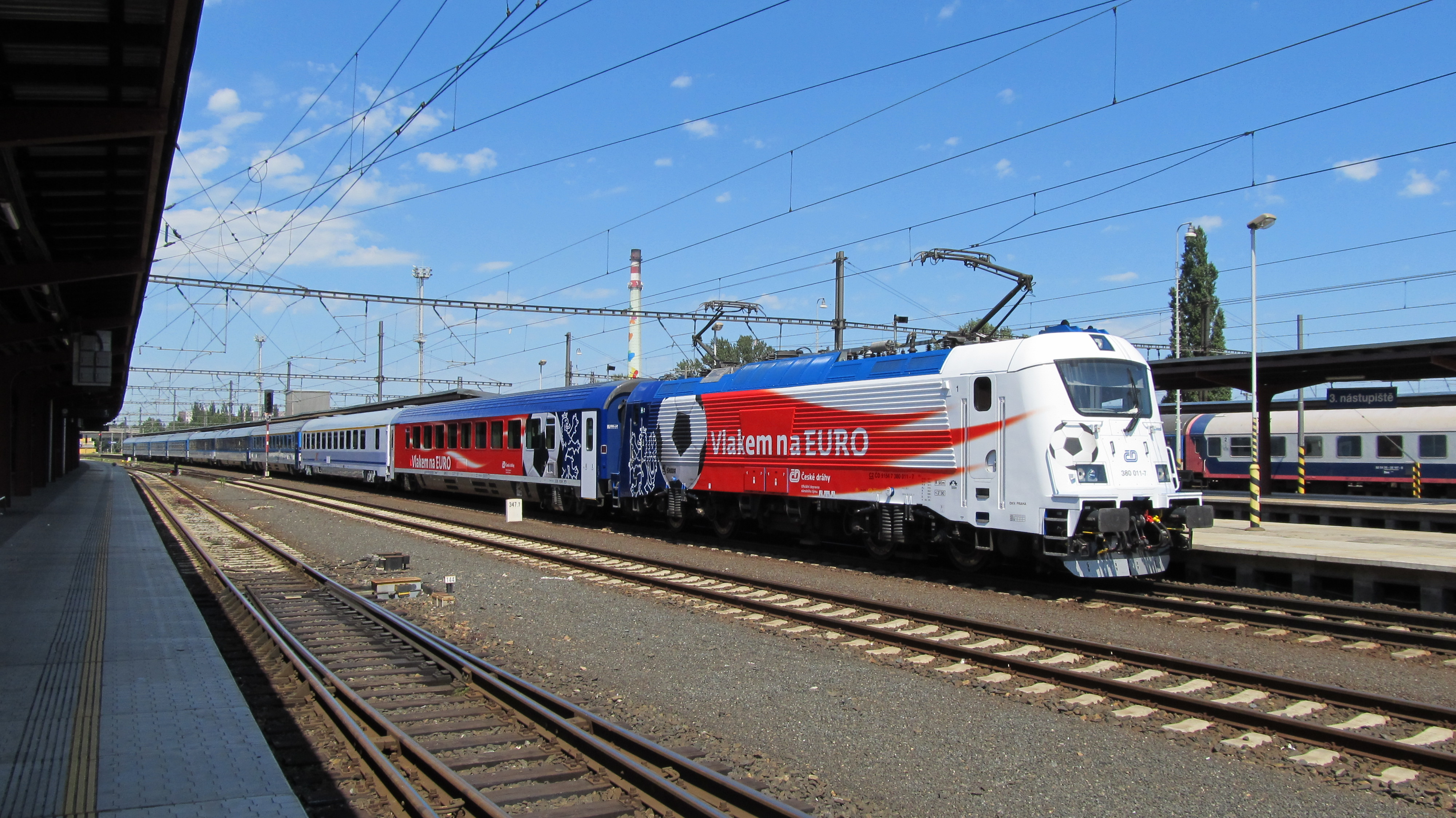
欧州サッカー選手権の特別列車を牽引する、特別なカラーリング「Vlakem na EURO」を備えた機関車380形11号機（2012年）

2010年と2011年に、シュコダは20両の注文された380形機関車をČDに供給した。それ以来、その機関車は優先的にプラハ、ブルノ、ブラチスラバ区間で走行する高速列車に投入されている。ボンバルディアとの当初の共同作業と協力は法的な紛争を引き起こし、承認のためにオーストリアで滞在した380形004号機が2011年5月18日（他の出典によると2011年5月22日）に、結果的に地方当局によって押収されることとなったが、同年11月に押収が解消された。
2013年6月27日に380形007号機は、1948年と1952年にオリンピックで金メダルを獲得し「チェコの人間機関車」と呼ばれた長距離走者ザトペックにちなんで、名付けられた。それ以来、シュコダは「エミール・ザトペック」のブランドネームで109E機関車を販売してきた。
2014年10月に380形002号機はハンガリーで運転士訓練用として使用された。
2015年12月13日以来、380形機関車は、プラハ、ベルリン、ハンブルク間のユーロシティの列車を牽引する予定であった。速度200 km/hの走行に必要な連邦鉄道庁（Eisenbahn-Bundesamt）の車両承認手続きは2015年5月に正常的に完了した。しかし、ドイツの鉄道の鉄道施設会社DBネッツは、当初無制限承認を拒否した。その原因は、機関車が鉄道橋を渡る場合に駆動装置から由来する振動であった。
2017年11月にDBネッツはドイツでČD380形機関車の使用を無制限に承認した。

## 派生形機関車

### 鉄道企業体スロバキア381形（109E2形式）
鉄道企業体スロバキア（Železničná spoločnost’ Slovensko, ZSSK）は、2009年に最高速度160 km/h、ETCSレベル1の二両の試製品を注文した。機関車は2012年に納入された。

### DB102形（109E3形式）
2013年6月にDBレギオは、電圧15000ボルト、周波数16.7ヘルツの交流用の単一システムバージョンとして6両の109E機関車を注文した。機関車は、ミュンヘン＝ニュルンベル急行列車として、新たに開発された二階建客車とプッシュプル列車の形態で使用される予定であった。
2020年12月定期時刻表変更の際に最初の機関車が投入され、残りの車両の運行は2021年段階的に開始された。

## 仕様と技術的特徴
109E機関車には、水冷式IGBT主変換装置（Stromrichter）が、4組の四象限H型ブリッジ回路（Vierquadrantensteller）当り、1機の発電制動制御器（Bremssteller）当り、および主電動機の個別軸制御の目的で活用される、4組の駆動インバーター当り、2組ずつ装着されている。主電動機の個別軸は電源・負荷の接続回路（Doppelsternschaltung）を介して制御され、この方式の回路は、他にボンバルディア・トランスポーテーションにより機関車製造向けに応用された。機関車は、いくつかの中央ヨーロッパの国で投入できるよう、25000 Vおよび50 Hzの交流、15000 Vおよび16.75 Hzの交流、3000 Vの直流、三つの電力システム用に設計されており、またETCSの装着のために整理されている。